# Resapamea hedeni
Resapamea hedeni is een vlinder uit de familie uilen (Noctuidae). De wetenschappelijke naam is voor het eerst geldig gepubliceerd in 1888 door Graeser.
De soort komt voor in Europa.